# Exephanes femoralis
Exephanes femoralis är en stekelart som beskrevs av Carl Gustav Alexander Brischke 1878. Exephanes femoralis ingår i släktet Exephanes och familjen brokparasitsteklar. Inga underarter finns listade i Catalogue of Life.